# Pardailhan
Pardailhan é uma comuna francesa na região administrativa de Occitânia, no departamento de Hérault. Estende-se por uma área de 41,18 km². Em 2010 a comuna tinha 186 habitantes (densidade: 4,5 hab./km²).